# لازوليت
لازوليت (بالإنجليزية: Lazulite )، معدن لين خفيف ذو لون أبيض طباشيري، ويحتوي عادةً على تعرقات سوداء أو بنية، وأحيانًا توجد بلوراته في مجموعة، وهو مليء بالمسام ويمكن صبغه لتقليد المعادن الأخرى وخاصة التركواز، صيغته الكيميائية هي [MgAl2 (PO4)2(OH)2]، ولا ينبغي الخلط بينه وبين معدن أزوريت.

## تركيبته

### التركيب البلَّوري
أُحادي الميل.

### درجة الصلابة
3.5 الجاذبية النوعية : 2.58 معامل الانكسار : 1.58 - 1.59 الانكسار المزدوج : 0.022 اللمعان : زجاجي.

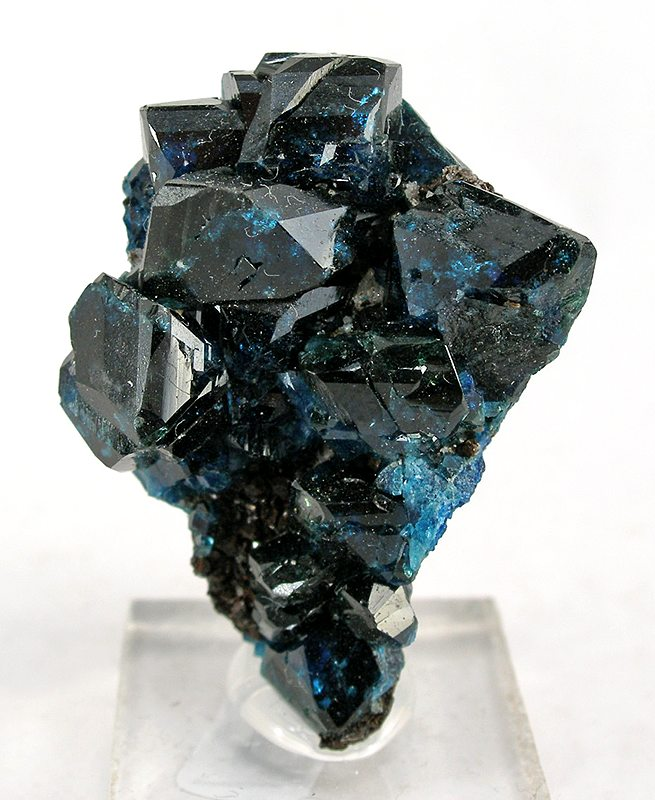

## التواجد والاستخراج
تم العثور عليه بكميات كبيرة في كاليفورنيا ( الولايات المتحدة الأمريكية ) ، النمسا، السويد، البرازيل.